# Stillgewässer bei Kluse
Die Stillgewässer bei Kluse sind ein Naturschutzgebiet in den niedersächsischen Gemeinden Kluse, Renkenberge und Lathen in der Samtgemeinde Lathen im Landkreis Emsland.

## Allgemeines
Das Naturschutzgebiet mit dem Kennzeichen NSG WE 309 ist 52,11 Hektar groß. Es ist deckungsgleich mit dem gleichnamigen FFH-Gebiet. Das Gebiet steht seit dem 23. November 2018 unter Naturschutz. Zuständige untere Naturschutzbehörde ist der Landkreis Emsland.

## Beschreibung
Das aus zwei Teilflächen bestehende Naturschutzgebiet liegt nordöstlich von Lathen. Es stellt mehrere längliche Stillgewässer und ihre Uferzonen unter Schutz, die durch den unvollendeten Bau des Seitenkanals Gleesen-Papenburg entstanden sind. In den Gewässern siedeln Strandlings- und Zwergbinsengesellschaften mit zahlreichen gefährdeten Arten, u. a. Flutende Moorbinse und Vielstängelige Sumpfbinse. Insbesondere im nördlichen Bereich des Gebietes sind Übergangs- und Schwingrasenmoore mit Schnabelried-Gesellschaften und Sumpfstraußgras, Rasenbinse und Flutender Moorbinse ausgebildet. Die Gewässer beherbergen bedeutsame Vorkommen des Froschkrauts. Außerdem siedeln hier Reinweißer Wasserhahnenfuß Sumpfjohanniskraut und Pillenfarn. Entlang der Ufer stocken Eichenwälder auf Sandböden mit Stiel- und Traubeneiche. Das Naturschutzgebiet ist Lebensraum verschiedener Vögel, Fledermäuse, Amphibien und Libellen.
Das Naturschutzgebiet ist größtenteils von landwirtschaftlichen Nutzflächen umgeben. Teilweise grenzt es an Wälder. Das Gebiet wird an mehreren Stellen von öffentlichen Straßen bzw. Wirtschaftswegen gequert.